# Antonius Claudius Dometeinos

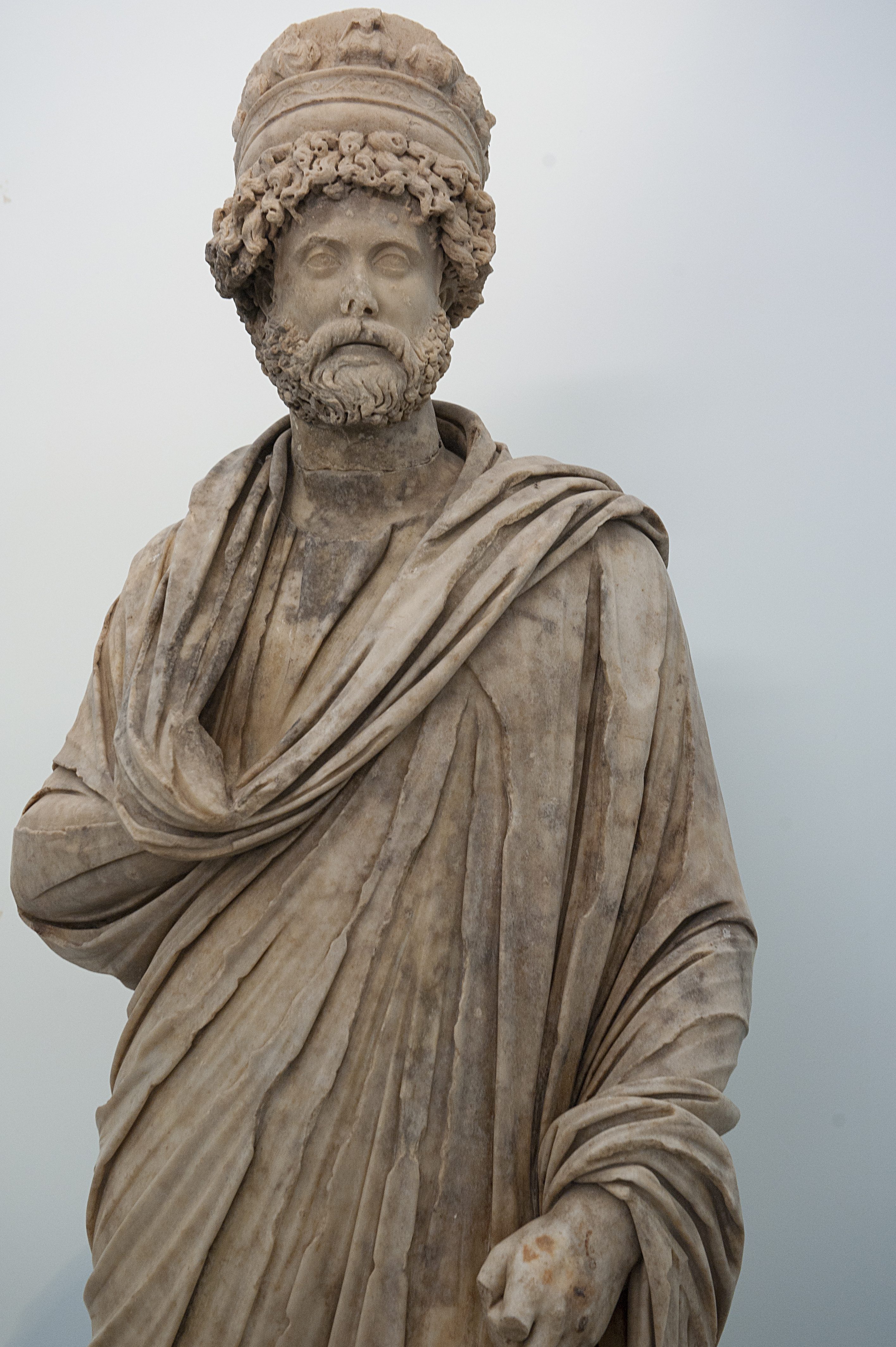
Standbeeld van Antonius Claudius Dometeinos (detail)

L. Antonius Claudius Diogenes Dometeinos (begin 3e eeuw) was een hoogwaardigheidsbekleder en priester in Aphrodisias (Anatolië). We kennen hem van zijn standbeeld met inscripties waarop hij is afgebeeld als priester van de keizercultus. Dit standbeeld stond oorspronkelijk in de noordelijk stoa van de noordelijk agora van de stad aan de ingang van het Bouleterion van Aphrodisias. Het is tentoongesteld in het Museum van Aphrodisias.

## Biografische gegevens
Antonius Claudius Dometeinos behoorde tot de vooraanstaande lokale familie van de Antonii Claudii. Hij wordt genoemd als een wettenmaker en een weldoener. Hij stond financieel in voor de werking van het plaatselijke gymnasion en waarschijnlijk ook voor de financiering van de festivals en spelen die samenhingen met de keizercultus. Verder werd hij ook hogepriester van Asia genoemd.
Aan de andere kant van de ingang van het Bouleterion stond een standbeeld van zijn nicht, Claudia Tatiana Antonia. Volgens het opschrift op de sokkel van haar standbeeld was haar oom ook senator.

## Beschrijving
Antonius Claudius Dometeinos is afgebeeld met een volle baard, een weelderige haarbos en een opvallend hoge priesterlijke hoofdtooi. Hierop zijn een aantal bustes aangebracht, met centraal de Aphrodite van Aphrodisias. Rechts van haar zijn de bustes van de keizerlijke familie van de Severi: Septimus Severus (in harnas), Julia Domna, Caracalla (in toga) en Geta (in harnas). Links van de godin een onbekende figuur in een keizerlijke mantel, een onbekende vrouw, een onbekende figuur in harnas, een onbekende vrouw en een onbekende figuur met mantel. Het ging waarschijnlijk om leden van de keizerlijke familie van de Antonijnen.
Verder is het standbeeld afgebeeld met een tunica, himation en sandalen. In de linkerhand draagt hij een boekenrol en aan zijn voeten zijn nog acht andere boekenrollen afgebeeld. De figuur is op de klassieke, Griekse manier gebeeldhouwd.